# Colibrí robí
El colibrí robí (Chrysolampis mosquitus) és una espècie d'ocell de la subfamília dels politmins (Polytminae) dins la família del troquílids (Trochilidae) i única espècie del gènere Chrysolampis (Boie, F, 1831). Habita boscos, sabanes, matolls i manglars de Colòmbia, Guaiana, Veneçuela, est de Bolívia i centre i est del Brasil.